# Lovisa Åhrberg
Compléments
Possiblement la première femme médecin en Suède
Maria Lovisa Åhrberg ou Årberg (17 mai 1801 à Uppsala, - 26 mars 1881 à Stockholm,), était une chirurgienne suédoise,. Elle fut la première femme médecin reconnue en Suède. Elle exerça en médecine bien avant que les femmes ne soient formellement autorisées à étudier cette discipline à l'université en 1870.

## Sources
- (sv) Wilhelmina Stålberg: runeberg.org Anteqningar om Svenska kvinnor (Notes on Swedish women) Runeberg (1864-1866) (Swedish)
- (sv) Svenskt biografiskt handlexikon (1906)